# Eilidh McIntyre
Eilidh Jane McIntyre (Hayling Island, 4 giugno 1994) è una velista britannica.

## Biografia
È figlia di Michael McIntyre, campione olimpico di vela alle Olimpiadi di Seoul 1988

## Carriera
Dopo aver fallito l'accesso alle Olimpiadi del 2016, la McIntyre comincia ad allenarsi insieme ad Hannah Mills, con cui conquista la medaglia d'argento al campionato del mondo di vela, nella classe 470, a Salonicco. Due anni dopo, conquistano insieme la medaglia d'oro nella rassegna mondiale disputatasi ad Enoshima. Ai campionati europei 2021, prima manifestazione sportiva disputata dalla coppia dopo 18 mesi a causa della pandemia, conquistano la medaglia d'argento.
Alle Olimpiadi estive di Tokyo conquistano la medaglia d'oro nella classe 470 battendo le colleghe polacche e francesi. A fine anno viene insignita, insieme alla Mills, come velista mondiale dell'anno.

## Palmarès
| Anno | Manifestazione | Sede      | Evento | Risultato | Prestazione | Note |
| ---- | -------------- | --------- | ------ | --------- | ----------- | ---- |
| 2013 | Europei        | Formia    | Vela   | Bronzo    |             |      |
| 2015 | Europei        | Aarhus    | Vela   | Bronzo    |             |      |
| 2017 | Mondiali       | Salonicco | Vela   | Argento   |             |      |
| 2019 | Mondiali       | Enoshima  | Vela   | Oro       |             |      |
| 2019 | Europei        | Sanremo   | Vela   | Argento   |             |      |
| 2021 | Europei        | Vilamoura | Vela   | Argento   |             |      |
| 2021 | Olimpiadi      | Tokyo     | Vela   | Oro       |             |      |